# Elección para gobernador de Oklahoma de 2010
La elección para gobernador de Oklahoma de 2010 tuvo lugar el 2 de noviembre. El gobernador titular Brad Henry no se postuló para la gobernatura del estado porque no era elegible para un tercer mandato.

## Primaria republicana

### Candidatos

#### Declarados
- Mary Fallin, ex vicegobernadora y actual congresista del 5.º distrito congresional de Oklahoma
- Roger L. Jackson, empresario jubilado, expresidente de la Asociación de Distribuidores de Máquinas de Oficina de Oklahoma
- Randy Brogdon, senador estatal[4]
- Robert Hubbard, propietario de la empresa Hubbard Ranch Supply de Piedmont, Oklahoma[5]

#### Candidaturas declinadas
- J. C. Watts, ex congresista del 4.º distrito congresional de Oklahoma
- Mick Cornett, alcalde de Oklahoma City

### Resultados

Resultado de las elecciones por condado:
Fallin—70–80%
Fallin—60–70%
Fallin—50–60%
Fallin—40–50%
Brogdon—40–50%
Brogdon—50–60%
Brogdon—70–80%

Resultado de las elecciones por condado:
Askins—80-90%
Askins—70-80%
Askins—60-70%
Askins—50-60%
Edmondson—50-60%
Edmondson—60-70%

|  | 54.79 % |

|  | 39.41 % |

|  | 12.6 % |

|  | 2.53 % |

|  | 100 % |

## Primaria demócrata

### Candidatos

#### Declarados
- Jari Askins, vicegobernadora titular de Oklahoma[7]
- Drew Edmondson, procurador general de Oklahoma[8]

### Resultados
|  | 50.28 % |

|  | 49.72 % |

|  | 100 % |

## Encuestas
| Fuente de la encuesta | Fecha(s) de realización       | Tamaño de muestra | Margen de error | Mary Fallin (R) | Jari Askins (D) | Otro Indecisos |
| --------------------- | ----------------------------- | ----------------- | --------------- | --------------- | --------------- | -------------- |
| SoonerPoll.com        | 23 de octubre de 2010         | —                 | —               | 56%             | 39%             | —              |
| SoonerPoll.com        | 7 de octubre de 2010          | —                 | —               | 54%             | 36%             | —              |
| Rasmussen Reports     | 23 de septiembre de 2010      | —                 | —               | 60%             | 34%             | —              |
| Rasmussen Reports     | 26 de agosto de 2010          | —                 | —               | 52%             | 37%             | —              |
| Rasmussen Reports     | 28 de julio de 2010           | —                 | —               | 57%             | 36%             | —              |
| SoonerPoll.com        | 16-21 de julio de 2010        | —                 | —               | 46%             | 40%             | —              |
| Rasmussen Reports     | 30 de junio de 2010           | —                 | —               | 55%             | 32%             | —              |
| SoonerPoll.com        | 25 de mayo-9 de junio de 2010 | —                 | —               | 49%             | 36%             | —              |
| Rasmussen Reports     | 24 de febrero de 2010         | —                 | —               | 51%             | 37%             | —              |
| SoonerPoll.com        | 2-5 de enero de 2010          | —                 | —               | 52%             | 36%             | —              |
| Public Policy Polling | 13-17 de mayo de 2009         | —                 | —               | 50%             | 34%             | —              |

## Resultados
|  | 60.45 % |

|  | 39.55 % |

|  | 100 % |

|  | 49.69 % |